# Nicolae N. Săulescu
Nicolae N. Săulescu (n. 15 aprilie 1939, București) este un inginer și cercetător agronom român, membru titular al Academiei Române, cu realizări notabile în domeniul ameliorării grâului.

## Biografie

### Pregătirea
Tatăl său, Nicolae A. Săulescu, un cunoscut specialist în domeniul agriculturii, i-a insuflat încă din tinerețe interesul pentru acest domeniu, în special pentru plante și ameliorarea lor.
Urmează Liceul I.L. Caragiale din București, unde este absolvent cu diplomă de merit.
În 1957, intră la Facultatea de Agricultură din cadrul Institutului Agronomic N. Bălcescu.

### Ascensiune profesională
În 1961 obține titlul de inginer agricol și lucrează pentru trei ani la cooperativa agricolă de la Tărtășești.
În 1964 intră ca cercetător în domeniul ameliorării grâului la Stațiunea de Cercetări Agricole Lovrin.
Își perfecționează pregătirea lucrând la Krasnodar alături de celebrul ameliorator rus P.P. Lukianenko.
Apoi participă la un curs de perfecționare în același domeniu, organizat la CIMMYT în Mexic, sub conducerea lui Norman Borlaug, laureat al Premiului Nobel pentru Pace.
Vizitând diverse centre de ameliorare și genetică a grâului din SUA, Canada și Marea Britanie, intră în contact cu principalele școli și tendințe din acest domeniu de pe plan mondial.
În 1971 intră ca specialist la Institutul Național de Cercetare - Dezvoltare Agricolă Fundulea, ca în anul următor să preia conducerea lucrărilor de ameliorare a grâului, an în care susține și teza de doctorat cu titlul Contribuții la precizarea metodicii de ameliorare pentru creșterea capacității de producție la grâul de toamnă la Institutul Agronomic "N. Bălcescu" din București.
În 1973 se căsătorește cu scriitoarea Monica Pillat, fiica scriitorului Dinu Pillat.
În 1990 este ales membru corespondent, iar în 2009 membru titular al Academiei Române.
În 1993 și apoi în 1996 a activat ca profesor invitat la Universitatea Statului Oregon din SUA, fiind consultant pentru doctoranzii profesorului Warren Kronstad și lucrând alături de acesta în cadrul programului internațional de perfecționare a germoplasmei de grâu. În această perioadă a devenit membru al Societății Americane de Agronomie (ASA) și al Societății pentru Cultura Plantelor din America (CSSA).
A fost ales membru al Comitetelor de Organizare a două Conferințe Internaționale a Grâului (din Ungaria - 2000 și Argentina - 2005), precum și a unei Conferințe care a avut loc în Rusia.
În prezent este profesor universitar asociat la Universitatea de Științe Agricole și Medicină Veterinară București, fiind îndrumător de doctorate, sub conducerea sa obținând titlul de doctor 9 specialiști.

### Realizări
În perioada 1964 - 1970, Săulescu își aduce contribuția la crearea soiurilor: Montana, Lovrin 231, Lovrin 10, Lovrin 13, Lovrin 24.
Prin hibridizări a creat primele grâne semipitice de toamnă Lovrin 32 și Lovrin 34.
La Fundulea a creat soiurile: Fundulea 29 (1979), Fundulea 133 și Flamura 80 (1984), Fundulea 4 (1987), Flamura 85 (1989), Rapid (1992), Dropia (1993), Ardeal (1998), Boema (2000), Crina (2001), Delabrad și Dor (2002), Faur (2004), Glosa și Gruia (2005) și  Izvor (2008).
Toate aceste soiuri au înregistrat un succes deplin în utilizarea pe suprafețele arabile ale României, unele fiind utilizate și în alte țări ca: Turcia, Ungaria, Canada.
N. Săulescu este și coordonator științific al revistei Romanian Agricultural Research, singura revistă cotată ISI din domeniul cercetării științifice agricole din România.

#### Programe de cercetare
Programele de cercetare conduse au ca scop probleme importante ale agriculturii naționale:
- Manipularea genetică a perioadei de vegetație pentru reducerea efectelor secetei și arșiței asupra producțiilor de grâu, în zonele frecvent afectate de stres hidric (Agral 26/2001),
- Ameliorarea rezistenței grâului și porumbului la secetă (Agral 353/2004)
- Construirea unei noi baze genetice pentru cerealele viitorului (CEEX/2005)
- Modalități de reducere a impactului schimbărilor climatice asupra recoltelor de grâu în sudul României (PN II 51-073).

#### Scrieri
- Săulescu N.N. 2001. Romanian Wheat Pool.  În  monografia The World Wheat Pool - a history of wheat breeding, (editori A.P. Bonjean și W.J. Angus), Lavoiser Publishing, Londres, Paris, New York, 2001:333-349.
- Săulescu N.N. și H. –J. Braun. 2001. Cold tolerance . În volumul Application of Physiology in Wheat Breeding (editori Reynolds M.P., J.I. Ortiz-Monasterio și A. McNab), Mexico, D.F., CIMMYT: 111-123.
- Săulescu N.N. 2003. The Romanian durum breeding program.  În monografia Durum Wheat Breeding: Current Approaches and Future Strategies (editori Conxita Royo și Natale Di Fonzo), The Haworth Press, Inc., New York: 907-920.
- Săulescu N.N. , W. E. Kronstad. 1995. Growth simulation outputs for detection of differential cultivar response to environmental factors. Crop Science 35(3):773-778.
- Săulescu N.N., W. E. Kronstad, D. N. Moss. 1995. Detection of genotypic differences in early growth response to water stress in wheat using the Snow and Tingey system. Crop Science 35(3): 928-931.
- Săulescu N.N., 1995. Comparison of genotype performance with crop simulation outputs as a possible measure of adaptability. In Adaptation in Plant Breeding. XIV EUCARPIA Congress. University of Jyvaskyla. Finland: 84-95.
- Săulescu N.N., Gh. Ittu, Mariana Ittu, P. Mustățea, Mihaela Tianu. 1995. Dropia - un nou soi de grâu de toamnă cu calități superioare de panificație. Analele I.C.C.P.T. Fundulea vol. LXII: 19-28
- Săulescu N.N., Gh. Ittu, Maria Balotă, Mariana Ittu, P. Mustățea. 1998. Breeding wheat for lodging resistance, earliness and tolerance to abiotic stresses. In volumul  Wheat: Prospects for Global Improvement. H. J. Braun et al., (Eds.), Kluwer Academic Publishers, Netherlands:181-188.
- Săulescu N.N., 1999. Genotypic differences in leaf chlorophyll loss during dark induced senscence in seedlings of winter wheat (Triticum aestivum L.). Proceedings of the Romanian Academy, Series B, I.:89-92.
- Săulescu N.N., G. Ittu, P. Mustățea. 2001. Dark induced senescence as a tool in breeding wheat for optimum senescence pattern. Euphytica, 119: 205-209.
- Săulescu N.N. 2002. Orientări și priorități în ameliorarea plantelor la început de mileniu. In Priorități ale cercetării științifice în domeniul culturilor de câmp (Coordonatori Cristian Hera și Ilaria Doucet), Ed. Ceres, București: 35-51.
- Săulescu N.N., P. Mustățea, G. Ittu. 2003. Ameliorarea pentru reducerea efectelor secetei asupra recoltelor de grâu. In 75 de ani de la înființarea Institutului de Cercetări Agronomice al României (Coordonatori Cristian Hera și Ilaria Doucet), Ed. AGRIS, București: 157-171.